# المجاهيم (جبلة)

تعديل مصدري - تعديل

المجاهيم محلة تابعة لقرية عرشان، التابعة لعزلة المكتب بمديرية جبلة إحدى مديريات محافظة إب في الجمهورية اليمنية، بلغ تعداد سكانها 86 حسب تعداد اليمن لعام 2004.